# Jiaozuo Bus Works
Jiaozuo Bus Works bzw. Jiazhuo Bus Works war ein Hersteller von Automobilen aus der Volksrepublik China.

## Unternehmensgeschichte
Das Unternehmen hatte seinen Sitz im Kreis Mengxian der Provinz Henan. 1991 begann die Produktion von Automobilen. Der Markenname lautete Changjian. Jährlich entstanden etwa 4000 Fahrzeuge. Nach 1994 verliert sich die Spur des Unternehmens.

## Fahrzeuge
Der JZK 6420 war eine viertürige Limousine mit Stufenheck. Die Karosserie bestand aus Kunststoff. Dadurch war es leicht möglich, verschiedene Ausführungen anzubieten. Sieben Varianten sind bekannt, davon hatten einige ein drittes Seitenfenster. Ein Zweizylindermotor trieb die Fahrzeuge an, von denen viele als Taxi eingesetzt wurden.
Es sind auch die Modelle JZK 1010 S sowie JZK 5011 XGA als Polizeiwagen überliefert.